# Max Bennett
Max Bennett (Des Moines, 24 mei 1928 - San Clemente, 14 september 2018) was een Amerikaanse jazzbassist en sessiemuzikant.

## Carrière
Zijn eerste professionele optreden was met Herbie Fields in 1949 en daarna speelde hij met Georgie Auld (1949), Terry Gibbs en Charlie Ventura (1950/1951). Hij diende in het leger tijdens de Koreaanse Oorlog van 1951 tot 1953 en speelde daarna met Stan Kenton, voordat hij naar Los Angeles verhuisde. Daar speelde hij regelmatig in het Lighthouse Cafe met zijn eigen ensemble en begeleidde in de jaren 1970 de zangeressen Peggy Lee, Ella Fitzgerald, Joni Mitchell en Joan Baez. Hij nam ook op met Charlie Mariano, Conte Candoli, Bob Cooper, Bill Holman, Stan Levey, Lou Levy, Coleman Hawkins en Jack Montrose.
Bennett nam vanaf eind jaren 1950 op onder zijn eigen naam en deed naast jazz ook veel werk als componist en studiomuzikant. Vaak geassocieerd met The Wrecking Crew, trad hij op op vele platen van The Monkees en The Partridge Family.
In 1969 was Bennett de belangrijkste bassist van Frank Zappa's Hot Rats-project. Hij speelde ook op latere Zappa-albums zoals Chunga's Revenge.
Zijn studiowerk omvatte ook bas op de Lalo Schifrin-soundtrack uit 1969 van de film Bullitt uit 1968, evenals Greatest Science Fiction Hits Volumes 1-3 met Neil Norman & His Cosmic Orchestra.
In 1973 voegden Guerin en Bennett zich bij L.A. Express van Tom Scott, naast Joe Sample en Larry Carlton. Na het opnemen van hun gelijknamige debuutalbum, diende het jazzfusionkwintet als kernband voor Mitchells Court and Spark (1974). Een daaropvolgende iteratie van de band (inclusief gitarist Robben Ford en pianist Larry Nash) ondersteunde Mitchell tijdens de live Miles of Aisles (1974) en nam twee smooth jazz-albums op voor Caribou Records na het vertrek van Scott in 1976. Na de ontbinding van de band formeerde Bennett zijn eigen band Freeway. Hij bleef optreden met zijn laatste band Private Reserve tot aan zijn dood in 2018.

## Overlijden
Max Bennett overleed in september 2018 op 90-jarige leeftijd.

## Discografie
- 1953: Charlie Mariano: Charlie Mariano (Bethlehem Records)
- 1957: Lou Levy Trio: A Most Musical Fella (RCA Victor)
- 1958: Ella Fitzgerald: Ella in Rome: The Birthday Concert (Verve Records, 1988)
- 1959: Terry Gibbs: Dream Band (Vol. 1) (Contemporary Records)
- 1960: Coleman Hawkins: Bean Stalkin’ (Pablo Records, 1988)

- Bibsys: 3074430
- Biblioteca Nacional de España: XX1785310
- Bibliothèque nationale de France: cb138913613 (data)
- Gemeinsame Normdatei: 134326199
- International Standard Name Identifier: 0000 0000 7969 3380
- Library of Congress Control Number: n91106491
- MusicBrainz: 08212320-efca-4a86-9778-4ee51a12c6eb
- Virtual International Authority File: 195337
- WorldCat: E39PBJmDg8MyyHcM3tDtMcHt8C